# رودیارد کیپلینگ
جوزف رادیرد کیپلینگ (به انگلیسی: Joseph Rudyard Kipling) (زاده ۳۰ دسامبر ۱۸۶۵ – درگذشته ۱۸ ژانویهٔ ۱۹۳۶) نویسنده، داستان‌نویس، رمان‌نویس و خبرنگار بریتانیایی برنده جایزهٔ ادبی نوبل در سال ۱۹۰۷ بود. وی به دلیل اشعار، داستان‌های کوتاه و رمان‌هایش به دریافت این جایزه، نائل گردید. یکی از معروفترین فیلم‌های جان هیوستون یعنی مردی که می‌خواست سلطان باشد بر اساس داستان رودیارد کیپلینگ ساخته شد.

## زندگی و تحصیل

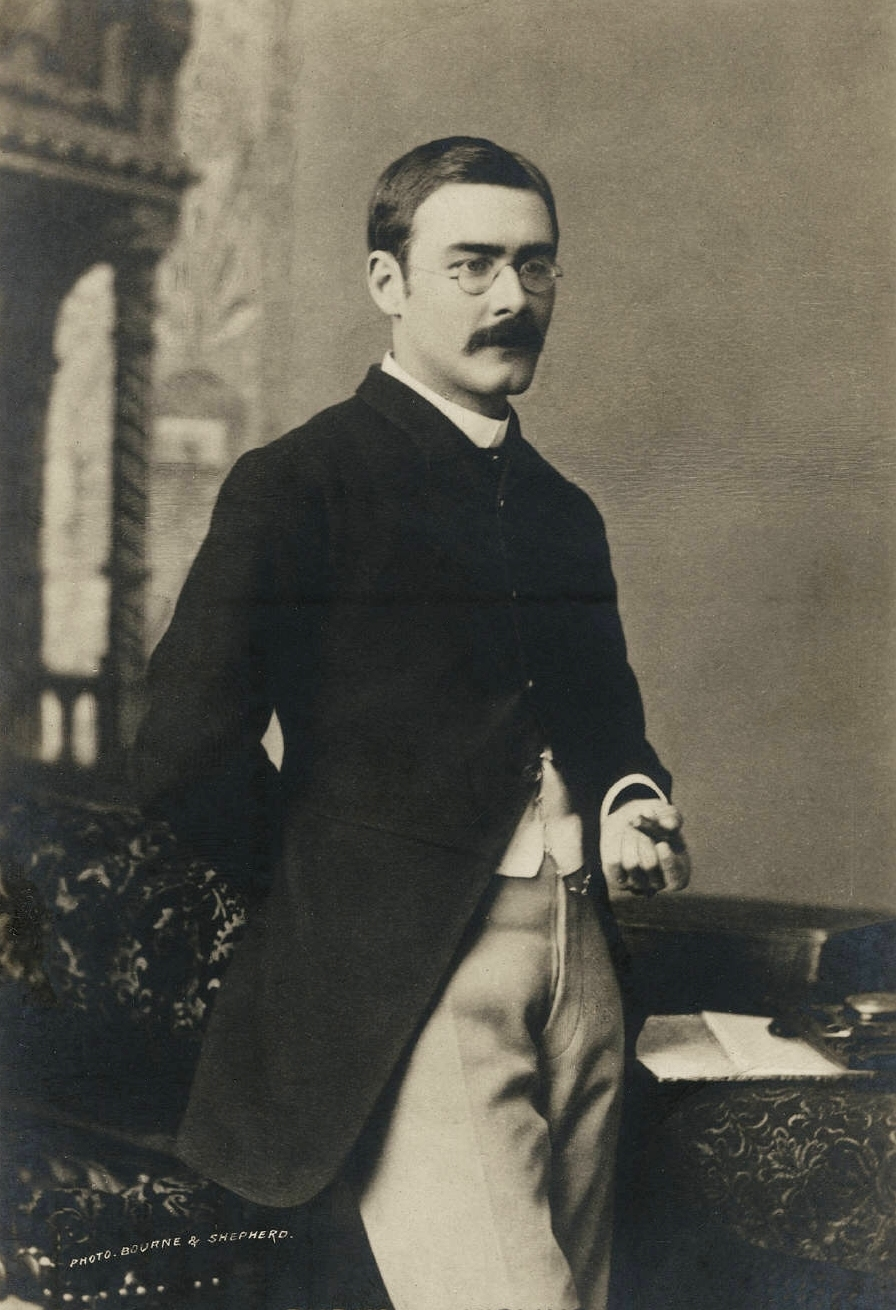
در سال ۱۸۹۲

جوزف رادیرد کیپلینگ ۳۰ دسامبر ۱۸۶۵ در بمبئی در هند چشم به جهان گشود. پدرش فرزند یک کشیش بود و پیش از تولد جوزف به تدریس رشته «حجاری در معماری» در دانشگاه بمبئی گمارده شده بود. مادر «آلیس» زنی سرزنده و خوش‌ذوق‌ بود. کیپلینگ ۵ ساله بود که خواندن می‌دانست. در ۱۸۷۱ به انگلستان برده شد تا تحصیل در مدرسه را آغاز کند. در آنجا به کاپیتانی پیر و بازنشسته و بدخلق و متعصب داده شد تا روی کشتی او به تحصیل ابتدایی بپردازد. کاپیتان و همسرش مدت شش‌سال تمام چنان با کیپلینگ بدرفتاری کردند که او همیشه آرزو داشت از پیش آن‌ها بگریزد. او در این دوره، اغلب از بیماری رنج می‌کشید. در داستان «بع بع گوسفندان سیاه» که بر اساس همین رنج‌ها شکل گرفته می‌گوید: «وقتی لب‌های جوانی مزه تلخ آب‌های تنفر و ظن و بدگمانی را عمیقاً چشیده‌اند، تمام عشق جهان هم نمی‌تواند این تلخ‌مزگی را کاملاً از بین ببرد.»
پس از این دوران پرعذاب، نوبت به دورهٔ خوش زندگی در کنار پدر و مادرش رسید و پس از آن در کالج نیروهای متحد انگلستان در وستوارد هو در دون ثبت نام کرد. اما این کالج بر او خوش نیامد و همین باعث شد تا تحصیل را برای همیشه رها سازد.
او در ۱۸۹۲ با دختر یک نویسندهٔ آمریکایی به نام «کارولاین استار بالستیر» ازدواج کرد و ماه عسل را در ژاپن گذراند. اما به علت برخی مشکلات خانوادگی ساکن ورمانت آمریکا شد. چند سال بعد در اقامت کوتاهی در آمریکا دختر شش ساله‌اش را از دست داد و همین باعث انزواء و گوشه‌نشینی او شد.

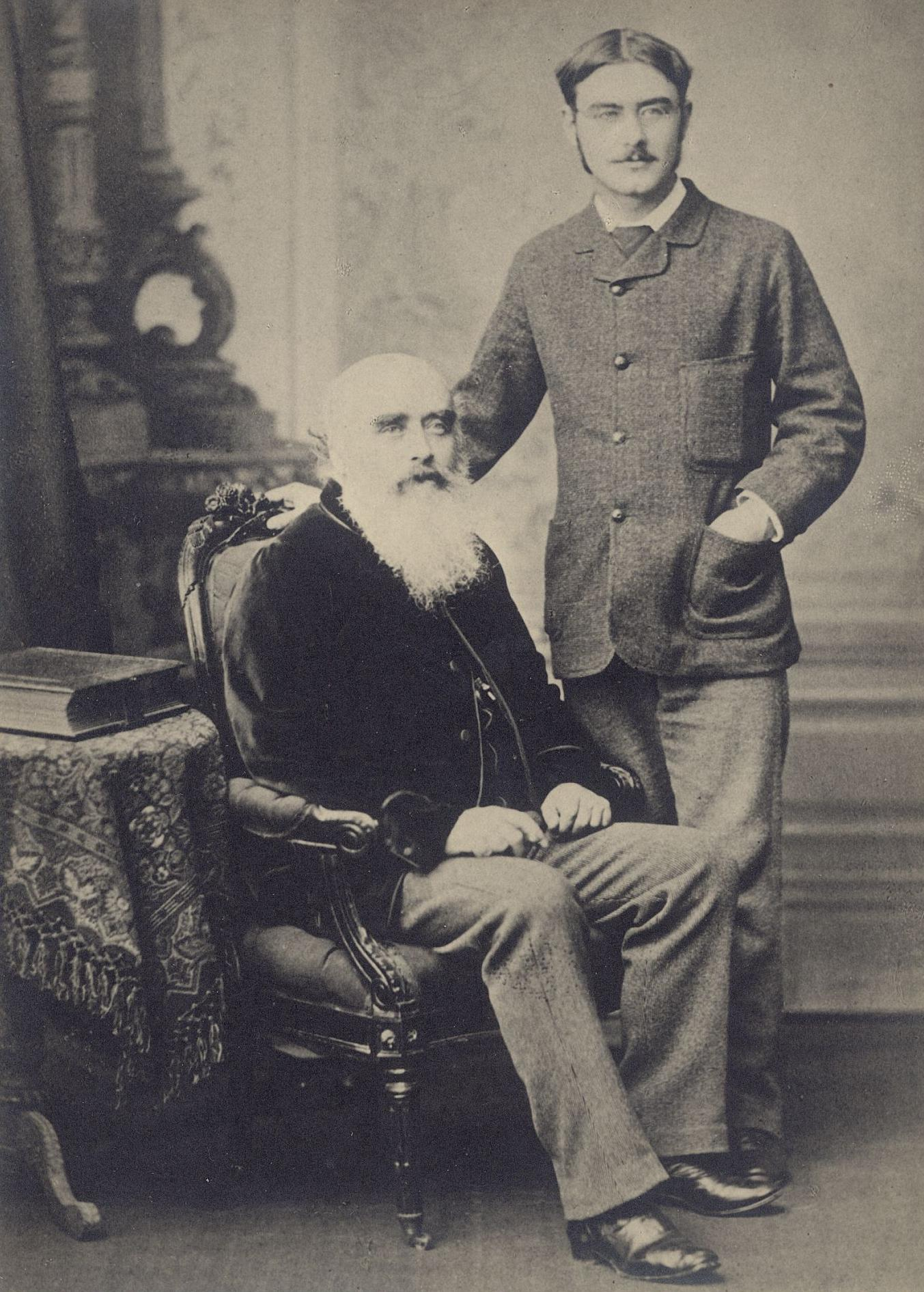
به همراه پدر (جان لاکوود کیپلینگ) حدود سال ۱۸۹۰

## نویسندگی

### آغاز و سرشناسی
از سال ۱۸۸۲ تا ۱۸۸۹ به روزنامه‌نگاری در لاهور پرداخت. در آنجا سرودن شعر را آغاز کرد و تصنیف‌های اداری را منتشر  کرد و کم‌کم به داستان‌نویسی روی آورد. او در ۱۸۸۶ هفت جلد کتاب منتشر کرد. در ۱۸۸۹ مسافرتی به دور دنیا را آغاز و تجربیات خود را در کتاب از «دریا به دریا» نوشت. ناشران نیویورک و لندن تمایلی به چاپ آثار او نشان نمی‌دادند. تا سرانجام ویلیام ارنست هنلی به شیوهٔ نو و زنده کیپلینگ در سرودن شعر پی برد و از طریق همین فرد در انگلستان معرفی شد. کتاب جنگل (که بعدها در سال ۱۹۶۷ پویانمایی آن توسط شرکت والت دیزنی ساخته شد) و کتاب دوم جنگل شهرت و جوایز بسیاری را برای او به ارمغان آوردند. با اقامت در یکی از مناطق ییلاقی انگلستان بهترین آثارش را نوشت.

### دوران ناامیدی
او با داشتن شهرت بسیار زندگی در کنار خانواده را ترجیح می‌داد. با آغاز جنگ جهانی اول خانواده او به شکل غم‌انگیزی از هم پاشید. تنها پسرش در ۱۸ سالگی در حین نبرد دوم لو کشته شد. پس از این ماجرا «تلخی» عنصر بارز آثارش شد. در سروده‌ای پس از این زمان، فاجعه‌ای عظیم را پیش‌بینی می‌کند. در داستان‌های «مجموعهٔ موجودات» (۱۹۱۷) «وام‌ها و اعتبارها» (۱۹۲۶)، و «مرزها و تازه‌ها» (۱۹۳۲) آرزوهای درهم شکسته و نومیدی را به تصویر می‌کشد. او حتی در خود زندگی‌نامه‌اش با عنوان «چیزی از خودم» سکوت عمیقی اختیار کرده و آن را به صورتی تفکربرانگیز بیان می‌کند.

### دیگر نوشته‌ها
نوشته‌های کیپلینگ تأثیری بسزایی بر مردم بریتانیا داشتند. او در اشعار حماسی خود از وطن‌دوستی، محبت، مهرورزی و عطوفت به دیگران با زبانی ساده و بس روان ستایش می‌کند. داستان‌های کوتاه او بسیار نغز و دلکش هستند. همچنین در آثارش بارها از مردم و فرهنگ هندوستان استفاده کرده است.
آرای منتقدان دربارهٔ آثار او متفاوت است. اما نمی‌توان بیان صادقانه، گاه طنزآمیز و حماسی وی را زیر سؤال برد. از میان رمان‌های او می‌توان به کیم اشاره کرد که بافتی بسیار منسجم داشته و با دیگر رمان‌های او تفاوت‌های اساسی دارد. او جمعاً سه کتاب منظوم نوشت که از آن میان، کتاب «هفت دریا» به بسیاری از زبان‌ها ترجمه شده است. داستان‌های کوتاه او مشتمل بر پنج کتاب است. به اینها باید خود زندگینامه‌اش و کتاب تاریخی را که دربارهٔ سربازان لندنی نوشته است اضافه کرد که بالغ بر ۳۵ جلد می‌شود.

### نوبل ادبیات
وی در ۴۱ سالگی و در سال ۱۹۰۷ برنده جایزهٔ نوبل ادبیات شد. او تا به امروز جوان‌ترین برندهٔ جایزه نوبل ادبیات است. آکادمی سوئد علت انتخاب وی را «قدرت مشاهده و تخیل پیشرو و اثر به اوج رسیدهٔ مفاهیم و هنر توصیف که وجه بارز آفرینش‌های این نویسنده برجسته است» ذکر کرد. همان سال دانشگاه‌های دورام و آکسفورد و سال بعد دانشگاه کمبریج به وی درجات افتخاری اهدا کردند.

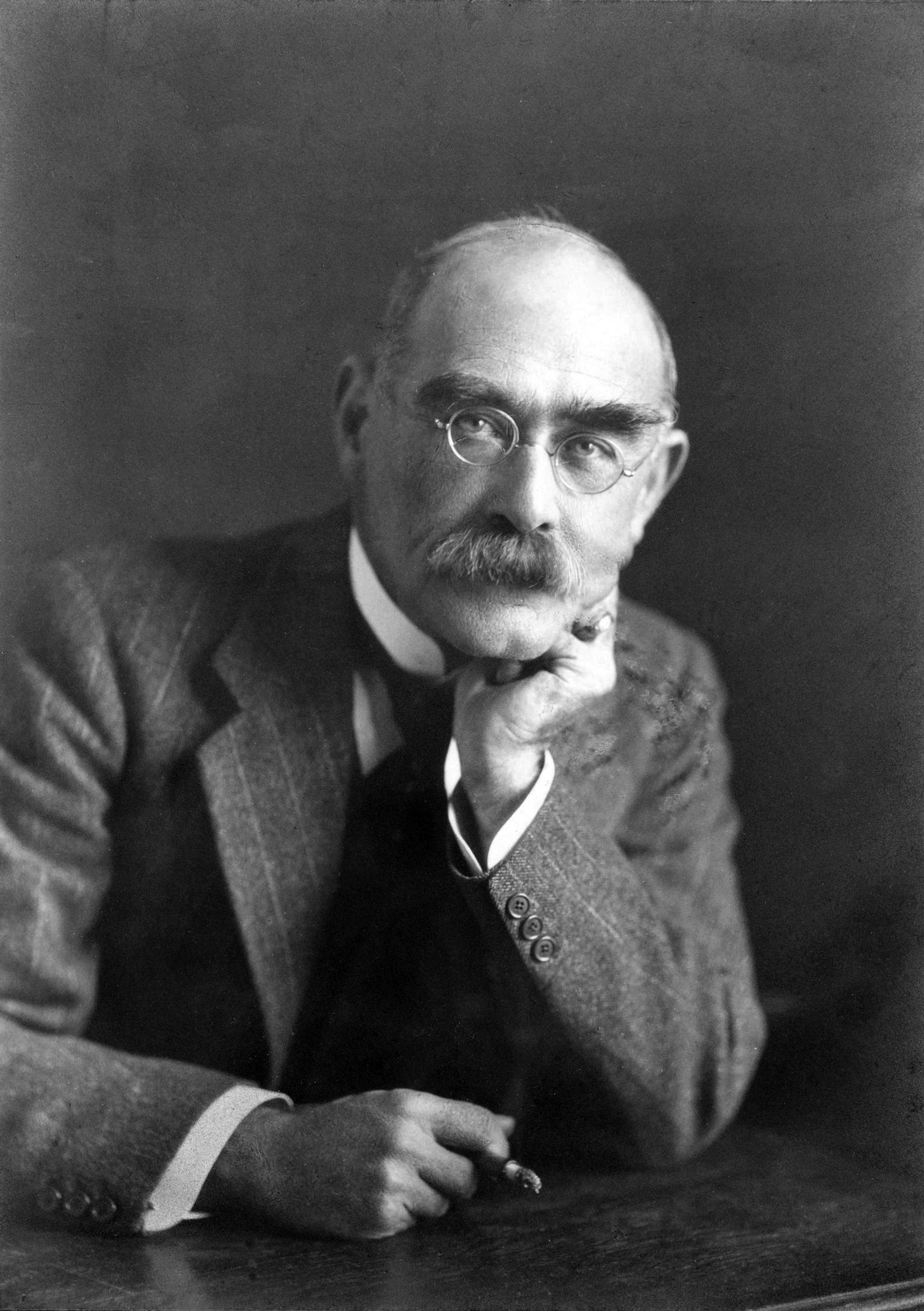
در آخرین سال از زندگی اش ۱۹۳۶

## درگذشت
جوزف رادیارد کیپلینگ، نویسندهٔ معروف بریتانیایی که بیشتر به خاطر آثاری چون «جنگل کتاب» و «اگر» شناخته می‌شود، در تاریخ 18 ژانویه 1936 درگذشت.
علت مرگ وی به دلیل بیماری ذات‌الریه بود که در نهایت منجر به فوت او در سن 70 سالگی شد. 
ذات‌الریه، که یک عفونت ریوی است، در آن زمان به دلیل نبود درمان‌های مؤثر و پیشرفته پزشکی، بسیار کشنده بود و اغلب منجر به مرگ می‌شد.
کیپلینگ همچنین در سال‌های آخر عمر خود با مشکلات بهداشتی دیگری نیز دست و پنجه نرم می‌کرد؛ اما ذات‌الریه علت اصلی مرگ او بود. او پس از انجام تشییع جنازه‌ای ملی در کلیسای وست‌مینستر به خاک سپرده شد.

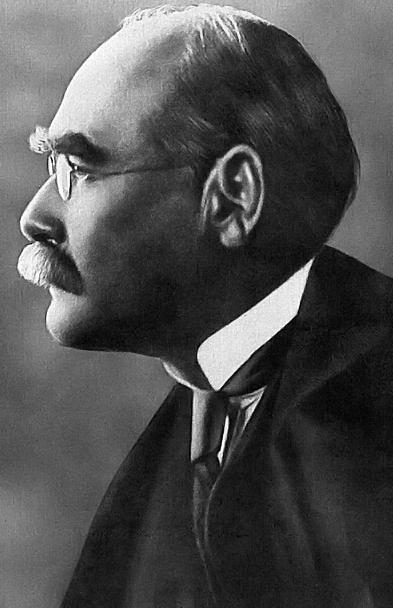
در سال ۱۹۳۶

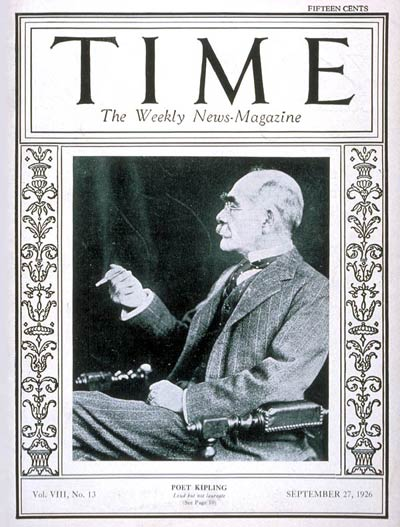
بر روی جلد مجله تایم در ۲۷ سپتامبر ۱۹۲۶

## نوشته‌ها

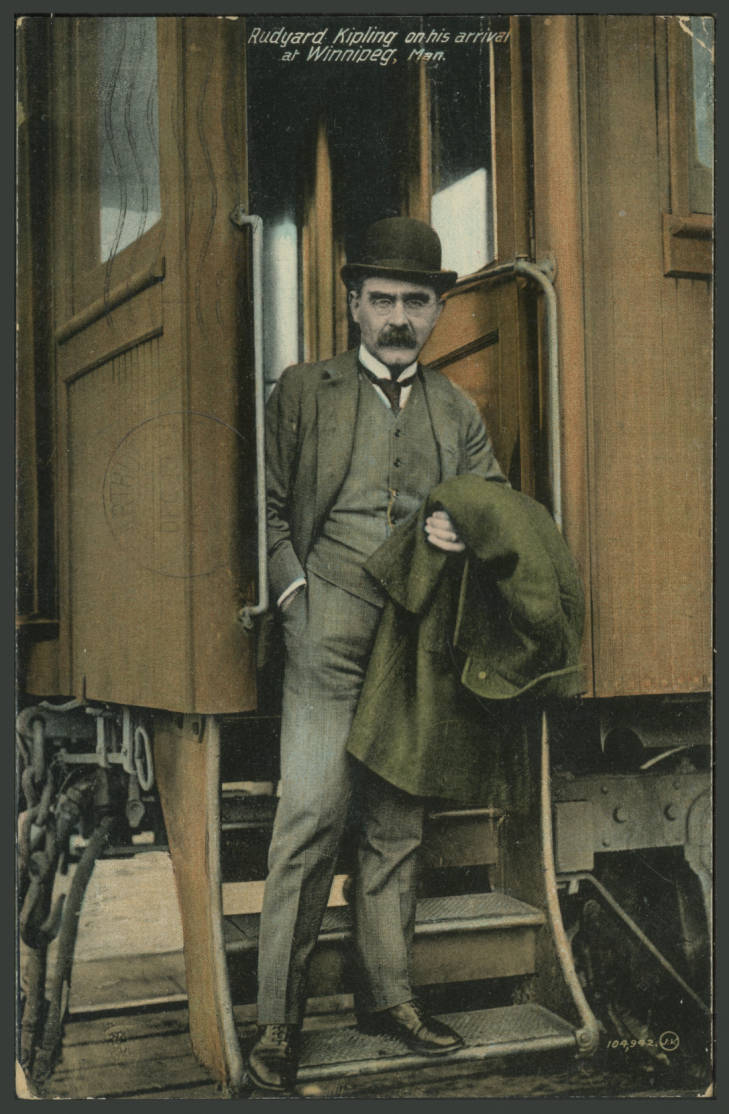
در سال ۱۹۱۰

تاکنون حدود ۳۵ کتاب از وی منتشر شده است. مهم‌ترین آثار وی عبارتند از:
- از دریا به دریا
- کتاب جنگل
- کتاب دوم جنگل
- مجموعهٔ موجودات
- وام‌ها و اعتبارها
- مرزها و تازه‌ها
- چیزی از خودم
- کیم (۱۹۰۱)
- هفت دریا
- پاک آو پوکز هیل
- مسئولیت انسان سفید (۱۸۹۹)